# Schota-Rustaweli-Universität für Theater und Film
Die Schota-Rustaweli-Universität für Theater und Film (georgisch შოთა რუსთაველის თეატრისა და კინოს უნივერსიტეტი; en: Shota Rustaveli Theatre and Film Georgian State University (TAFU)) ist eine 1923 gegründete Universität in Tiflis, der Hauptstadt der Georgiens.
Die Hochschule ist einer der ältesten des Kaukasus und Georgiens, die als Theaterschulen seit dem 18. Jahrhundert bestanden. 2002 erfolgte die staatliche Anerkennung als Universität.

## Fakultäten
- Drama
- Film and TV
- Humanities, Social Sciences, Business and Management
- Georgian Folk Music and Choreography